# ك. ك. داي
ك. ك. داي هو موسيقي ومغني وممثل هندي (وحمل سابقاً جنسية الراج البريطاني)، ولد في 1893 في الهند، وتوفي بنفس المكان في 28 نوفمبر 1962.

## وصلات خارجية
- ك. ك. داي على موقع IMDb (الإنجليزية)
- ك. ك. داي على موقع ميوزك برينز (الإنجليزية)
- ك. ك. داي على موقع قاعدة بيانات الفيلم (الإنجليزية)